# 三泊駅

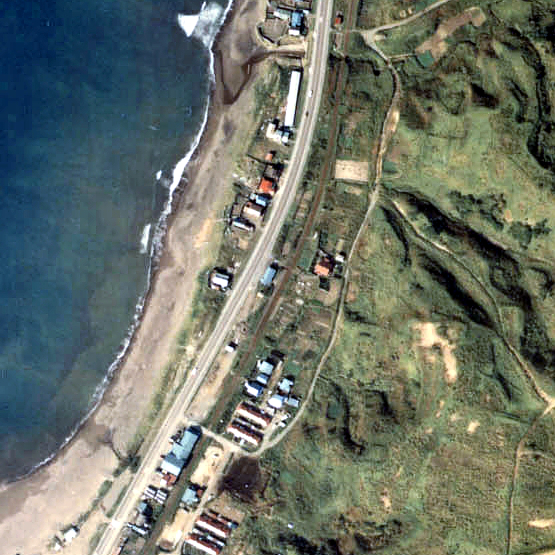
1977年の三泊駅と周囲約500m範囲。上が羽幌方面。塩見町との境界近くにあり、この当時は留萌港北側防波堤が設置された後なので港内に位置していた。ホームが留萌側に片寄っている。青い屋根の木造駅舎が残っているが既に無人駅である。

三泊駅（さんとまりえき）は、北海道留萌市三泊（さんどまり）町にあった日本国有鉄道（国鉄）羽幌線の駅（廃駅）である。電報略号はサリ。事務管理コードは▲121601。
一部の普通列車は通過した（1986年（昭和61年）11月1日改定の時刻（廃止時の時刻表）で下り1本、上り2本（うち上下1本は急行「はぼろ」後継の主要駅停車列車））。

## 歴史
- 1927年（昭和2年）10月25日 - 鉄道省留萠線留萠駅（東留萠信号場） - 大椴駅間開通に伴い開業[1]。一般駅[1]。
- 1931年（昭和6年）10月10日 - 留萠駅 - 古丹別駅間を留萠線から分離し線路名を羽幌線に改称、それに伴い同線の駅となる。
- 1941年（昭和16年）12月9日 - 留萠駅 - 当駅間に新線を建設、駅間が2.3km短くなる。それまでは留萌駅から1.3km深川寄りに東留萠信号場が存在し、そこからスイッチバックして羽幌線に入っていた。
- 1949年（昭和24年）6月1日 - 公共企業体である日本国有鉄道に移管。
- 1960年（昭和35年）9月15日 - 貨物取扱い廃止[1]。
- 1961年（昭和36年）4月1日 - 業務委託化。
- 1972年（昭和47年）2月8日 - 荷物取扱い廃止[5]。同時に無人化[6]。
- 1987年（昭和62年）3月30日 - 羽幌線の廃線に伴い廃止となる[1]。

## 駅構造
廃止時点で、単式ホーム1面1線を有する地上駅であった。ホームは線路の西側（幌延方面に向かって左手側）に存在した。
無人駅となっており、有人駅時代の駅舎は改築されプレハブの、バンガロー風の小さな駅舎（2代目駅舎）となっていた。駅舎は構内の西側に位置しホームから少し離れていた。

## 駅名の由来
当駅の所在する地名より。
アイヌ語の「サムオトマリ（sam-o-tomari）」（和人・いる・泊地）からとする説のほか、「サンチプ（? -cip）」（?・舟）、「サントマリ（san-tomari）」（出し風を避ける港？）とする説がある。

## 駅周辺
- 国道232号（天売国道/日本海オロロンライン）
- 三泊小学校
- 塩見海水浴場 - 駅から西に約0.1km[8]。

## 駅跡

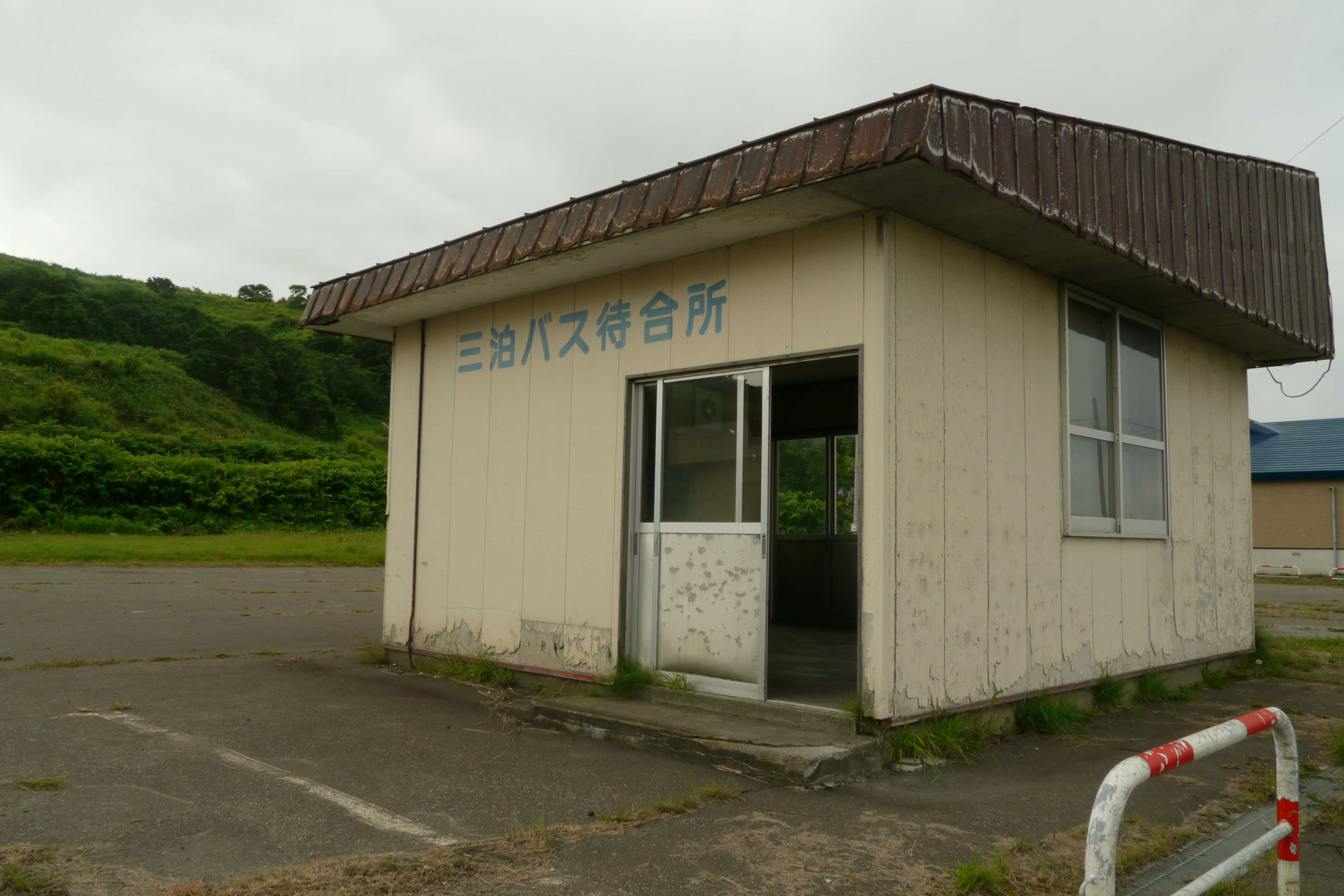
三泊駅跡（2011年7月26日）

2011年（平成23年）時点で旧駅構内は国道に面した広場になっており、旧駅舎は沿岸バスの待合所に再利用されている。

## 隣の駅
日本国有鉄道
羽幌線
留萠駅 - 三泊駅 - 臼谷駅